# Friesenheim (Rhénanie-Palatinat)
Pour les articles homonymes, voir Friesenheim.
Friesenheim est une municipalité de la Verbandsgemeinde Nierstein-Oppenheim, dans l'arrondissement de Mayence-Bingen, en Rhénanie-Palatinat, dans l'ouest de l'Allemagne.

## Illustrations

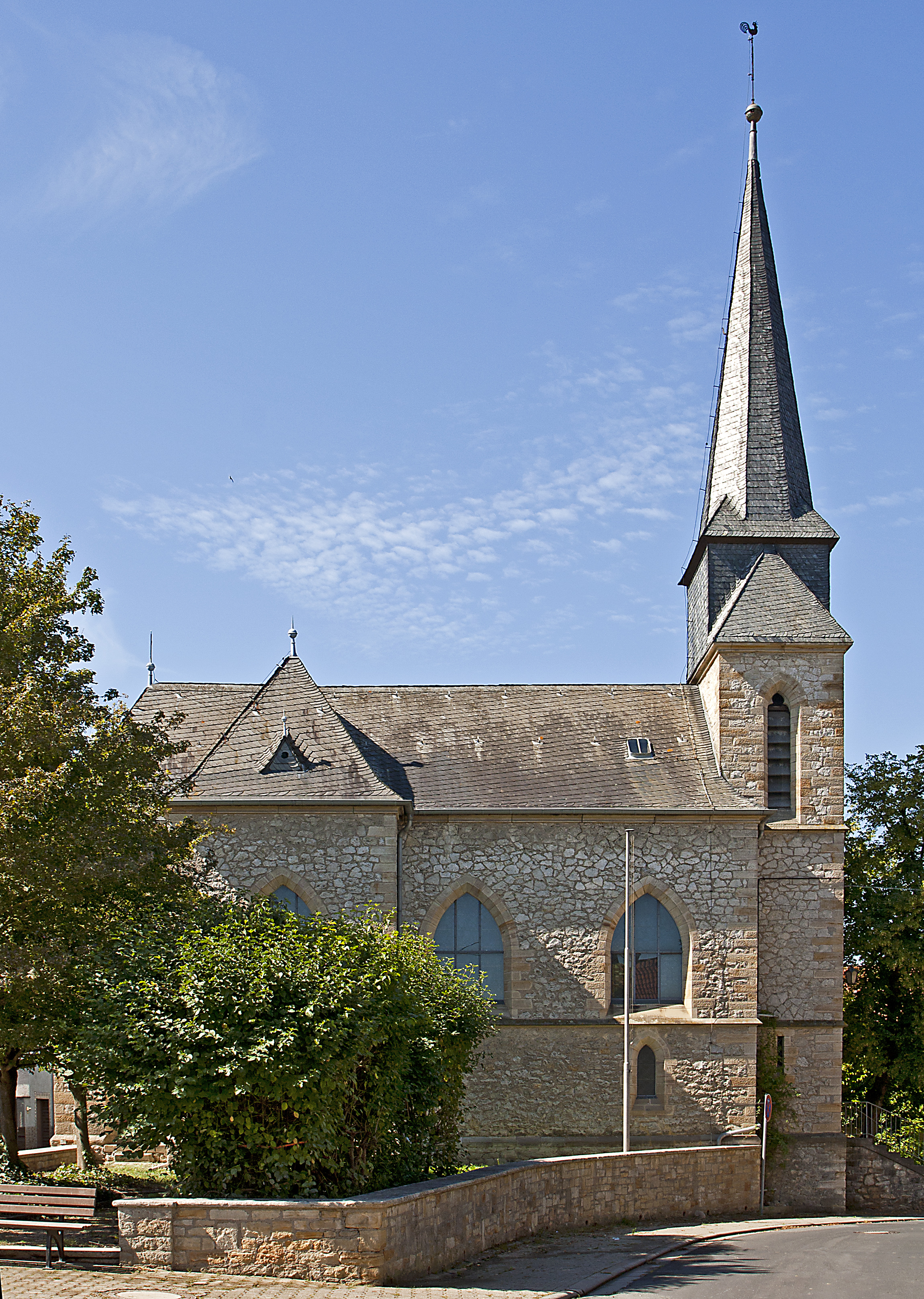
Église évangélique
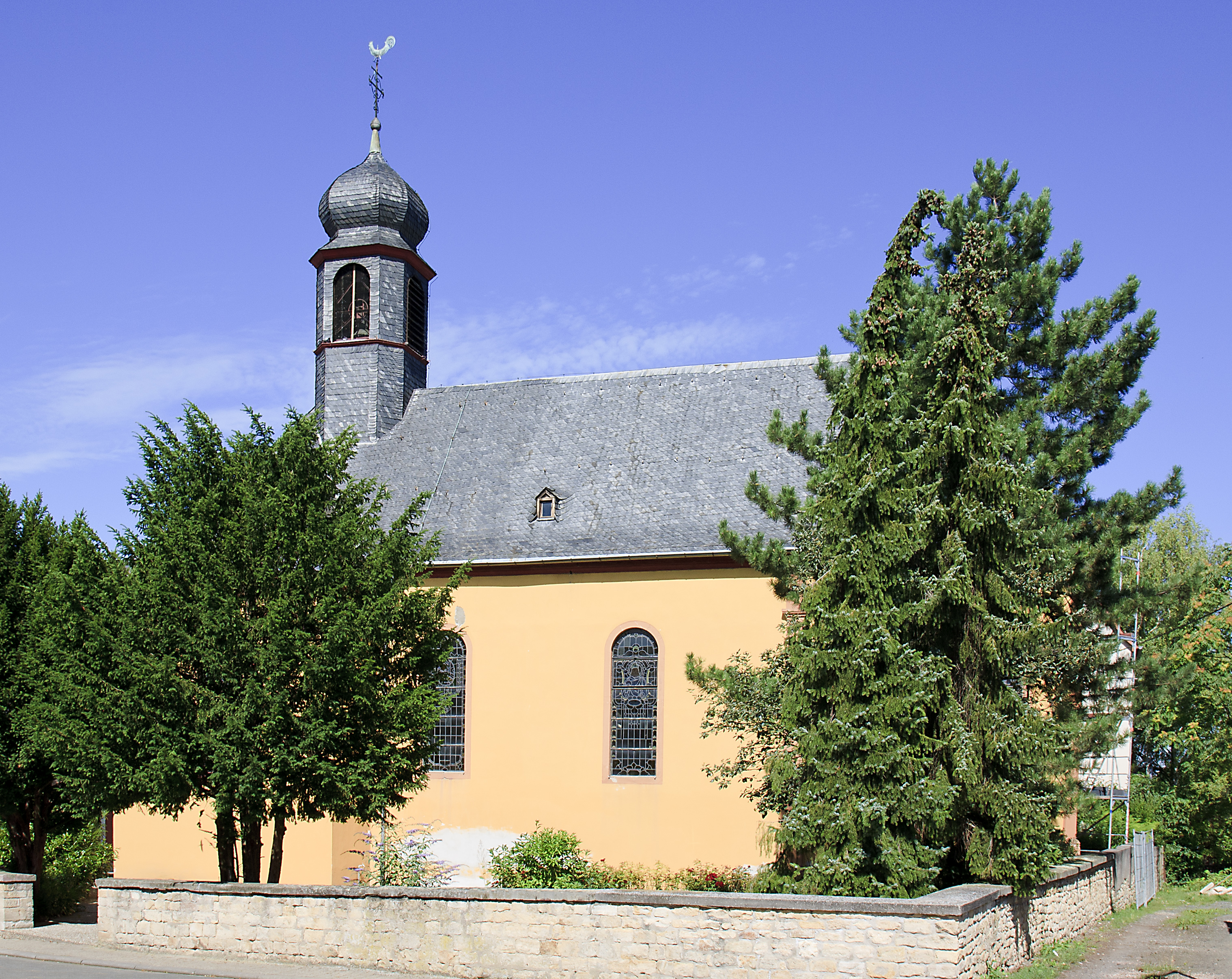
Église catholique St. Walburga
Localisation de Friesenheim dans la Verbandsgemeide et dans l'arrondissement